# Trèvers
|  | No s'ha de confondre amb Trèveris. |

Els trèvers (llatí Treveri o Treviri) foren un poble gal esmentat per Juli Cèsar. Vivien a la regió del Rin al nord del tribocs (un poble germànic que havia creuat aquest riu); no gaire lluny vivien els rems i a l'altre costat del Rin els ubis. Cèsar fa els trèvers quasi iguals que els propers pobles germànics en la seva manera de viure i el seu caràcter salvatge, i suposa que s'havien barrejat amb ells tot i ser un poble gal, però no se sap ben bé si els va incloure entre els belgae o entre els celtes. Jeroni diu que el seu llenguatge era similar al dels gàlates de l'Àsia Menor. Estrabó diu que els seus veïns nervis eren germànics com els tribocs, però als trèvers els considera gals.

## Etimologia
Les variants ortogràfiques Treveri i Treviri es troben en textos llatins des de l'època del De Bello Gallico de Cèsar i els Annals de Tàcit. Els textos llatins coincideixen en general en què la primera vocal és -e-. Per la seva banda, els textos grecs donen sobretot Τρηούϊροι (transliterat Treouïroi)). Variants com ara Treberi i Τρίβηροι (Tribēroi) apareixen a Plini el Vell i Ptolemeu, respectivament. S'han documentat també algunes formes divergents, com ara Τριήροι (Triēroi) a Ptolemeu i Τρηοῦσγροι (Trēousgroi) a Estrabó.
El nom s'ha interpretat com a referit a un "riu que flueix" o a "travessar el riu". Rudolf Thurneysen proposa interpretar-lo com al celta tre-uer-o, seguit per Xavier Delamarre amb l'element tre < *trei 'a través', 'a través de' (cf. llatí trans) i uer-o 'travessar un riu', de manera que el nom Treveri podria significar 'els transbordadors' perquè aquest poble ajudava a passar el riu Mosel·la.
Els trèvers tenien una deessa especial del gual anomenada Ritona i un temple dedicat a Uorioni Deo. treuer- es pot comparar amb l'irlandès antic treóir 'guiatge, passar a gual', 'lloc on travessar el riu, gual'. El mot uer- / uar- es pot relacionar amb un d'indoeuropeu que significa 'corrent', 'riu' (sànscrit var, nòrdic antic vari 'aigua'), que es pot trobar en molts noms fluvials, especialment a França: Var, Vire, Vière o en topònims com ara Louviers o Verviers, etc. La primera síl·laba s'allarga i realça (Trēverī) als diccionaris llatins, d'acord amb la seva etimologia celta, donant així la pronunciació llatina clàssica [ˈtreːwɛriː]. La ciutat de Trèveris (francès: Trèves, luxemburguès: Tréier) deriva el seu nom del llatí tardà locatiu in Trēverīs per l'anterior Augusta dels Trèvers.

## Història
Els trèvers tenien una forta cavalleria i infanteria. Cingetorix en fou un dels cabdills. Cèsar en fa esment i diu que els segnes i els condruses vivien entre els trèvers i els eburons, i que aquestos darrers i els condruses depenien dels trèvers. Cèsar va construir ponts al Rin en el territori dels trèvers i per diverses cites se suposa que vivien entre el Mosa i el Rin.
Augusta Treverorum (Trier o Trèveris) fou la seva principal ciutat sota l'imperi i probablement abans sota un nom similar (sense la qualificació d'Augusta lògicament), fou la capital dels trèvers ja en temps de Cèsar. El 22 Juli Flor va dirigir una revolta dels trèvers amb Juli Sacrovir, però foren derrotats per Gai Sili.
Augusta Treverorum fou, fins i tot, freqüent residència d'alguns emperadors. Suetoni diu que Cal·lígula va néixer "in Treveris, vico Ambiatino, supra Confluentes". Tàcit dona als trèvers el nom de Socis i al seu temps tenien una Cúria o senat local propi.
El seu territori fou probablement similar al que després va tenir la diòcesi de Trèveris. La vall de l'Ahr devia marcar el seu límit al nord.